# Liste der denkmalgeschützten Objekte in Turňa nad Bodvou
Die Liste der denkmalgeschützten Objekte in Turňa nad Bodvou enthält die sieben nach slowakischen Denkmalschutzvorschriften geschützten Objekte in der Gemeinde Turňa nad Bodvou im Okres Košice-okolie.

## Denkmäler
| Foto |                 | Denkmal / č. ÚZPF                              | Standort / Konskr. Nr.                                | Offizielle Beschreibung       | Beschreibung                                 | Metadaten                                                 |
| ---- | --------------- | ---------------------------------------------- | ----------------------------------------------------- | ----------------------------- | -------------------------------------------- | --------------------------------------------------------- |
| ja   | Datei hochladen | Burgpalast(sk) Burg Tornau ObjektID: 806-449/1 | Standort KG: Turňa nad Bodvou Konskr.Nr.:             | ruina; Hrad Turňa             |                                              | č. NKP: 806-449/1 Stand des NKP: Name: PALÁC HRADNÝ       |
| ja   | Datei hochladen | Kirche(sk) ObjektID: 806-451/0                 | 487 Standort KG: Turňa nad Bodvou Konskr.Nr.: 487     | r.k.Nanebovzatia P.M.         | römisch-katholische Kirche Mariä Himmelfahrt | č. NKP: 806-451/0 Stand des NKP: Name: KOSTOL             |
|      | Datei hochladen | Statue auf Sockel(sk) ObjektID: 806-4675/0     | KG: Turňa nad Bodvou Konskr.Nr.:                      | sv.Ján Nepomucký              | St. Johannes Nepomuk                         | č. NKP: 806-4675/0 Stand des NKP: Name: SOCHA NA STĹPE    |
| BW   | Datei hochladen | Schloss(sk) ObjektID: 806-4674/0               | 490 Standort KG: Turňa nad Bodvou Konskr.Nr.: 490     |                               |                                              | č. NKP: 806-4674/0 Stand des NKP: Name: KAŠTIEĽ           |
|      | Datei hochladen | Komitatshaus(sk) ObjektID: 806-450/0           | Hlavná ul. 96 KG: Turňa nad Bodvou Konskr.Nr.: 96     | nárožný,prejazdový; Župný dom |                                              | č. NKP: 806-450/0 Stand des NKP: Name: DOM ŽUPNÝ          |
|      | Datei hochladen | Wegkapelle(sk) ObjektID: 806-4677/0            | Turňa nad Bodvou 0 KG: Turňa nad Bodvou Konskr.Nr.: 0 | r.k.P.M.                      | römisch-katholische Kapelle Jungfrau Maria   | č. NKP: 806-4677/0 Stand des NKP: Name: KAPLNKA PRÍCESTNÁ |
|      | Datei hochladen | Villa(sk) ObjektID: 806-4676/0                 | Župná ul. 95 KG: Turňa nad Bodvou Konskr.Nr.: 95      | solitér                       |                                              | č. NKP: 806-4676/0 Stand des NKP: Name: VILA              |

## Legende
Die Tabelle enthält im Einzelnen folgende Informationen:
| Foto:                    | Fotografie des Denkmals. |
| Denkmal / č. ÚZPF:       | Die Übersetzung der Bezeichnung des Denkmals, wie sie vom Slowakischen Denkmalamt (Pamiatkový úrad Slovenskej republiky) verwendet wird. Die Originalbezeichnung ist unter dem Fragezeichen angegeben. Fehlt die Übersetzung, so wird die Originalbezeichnung direkt angezeigt. Weiters ist die Objekt-Identifikationsnummer (Objekt ID) angeführt. Sie ist die offizielle, in der Slowakei eindeutige Nummer č. ÚZPF inklusive der zugehörigen Zählnummer, wie sie in den Daten des Denkmalamtes angegeben wird. Da diese nur innerhalb eines Landkreises gezählt wird, ist dessen Nummer der Denkmalnummer vorangestellt. |
| Standort:                | Wenn in der Liste vorhanden, ist die Adresse angegeben. In Klammern kann sich noch eine zusätzliche Adresse befinden, wenn es beispielsweise ein Eckhaus ist. Bei freistehenden Objekten ohne Adresse (zum Beispiel bei Bildstöcken) ist eine Adresse angegeben, die in der Nähe des Objekts liegt. Durch Aufruf des Links Standort wird die Lage des Denkmals in verschiedenen Kartenprojekten angezeigt. Darunter sind die Katastralgemeinde (KG) und, wenn vorhanden, die Konskriptionsnummer (Konskr. Nr.) angegeben.                                                                                                   |
| Offizielle Beschreibung: | Es ist die Kurzbeschreibung auf Slowakisch, wie sie in den offiziellen Listen angegeben ist, eingetragen. |
| Beschreibung:            | Kurze Angaben zum Denkmal auf Deutsch. |
| Metadaten:               | Zusätzlich werden, wenn in den persönlichen Einstellungen das Helferlein Dauerhaftes Einblenden von Metadaten aktiviert ist, ebensolche angezeigt. |

- Karte mit allen Koordinaten:
- OSM |
- WikiMap